# Lijst van attracties in de Efteling
Deze pagina geeft een lijst weer met huidige, voormalige en toekomstige attracties in het Nederlandse attractiepark de Efteling.

## Huidige attracties
Hieronder staat een lijst met alle huidige attracties. In de loop der jaren zijn enkele attracties verplaatst.
| Naam | Opening                                       | Attractietype                                           | Fabrikant | Afbeelding |
| --- | --------------------------------------------- | ------------------------------------------------------- | --- | ---------- |
| Anton Pieckplein met diverse attracties: - Vermolenmolen - Anton Pieckcarrousel - Grote Zweefmolen - Kleine Zweefmolen - Vlindermolen - Stenen Kip - Gekroonde Eend - Smidje - Zwaan Kleef Aan - Ganzenhoedstertje - Speeltuin Gijs - Moeder Gijs - Bremer Stadsmuzikanten Fontein - Drinkebroer | 1954                                          | Walkthrough Carrousel Zweefmolen Verrassingseiautomaten | |            |
| Aquanura | 2012                                          | Watershow                                               | Water Entertainment Technologies, Tebodin, Heijmans NV, Kuijpers, Hoppenbrouwers, Primagaz Nederland                                     |            |
| Archipel | 2022                                          | Waterspeeltuin                                          | |            |
| Baron 1898 | 2015                                          | Achtbaan (duikachtbaan)                                 | Bolliger & Mabillard |            |
| Carnaval Festival | 1984                                          | Darkride                                                | Mack Rides |            |
| Dierenwereld | 2002                                          | Speeltuin                                               | |            |
| Diorama | 1971                                          | Miniatuurwereld                                         | |            |
| Droomvlucht | 1993                                          | Darkride                                                | intamin |            |
| Efteling Museum | 2003                                          | Museum                                                  | |            |
| Efteling Theater | 2002                                          | Theater                                                 | |            |
| Fabula | 2019                                          | 4D-bioscoop                                             | |            |
| Fata Morgana | 1986                                          | Darkride Tow boat ride                                  | Intamin |            |
| Game Gallery met verschillende spelen en een greenscreenstudio | 1981                                          | Kermisspellen Schietbaan Fotostudio                     | |            |
| Gondoletta | 1981                                          | Rondvaart Tow boat ride                                 | Intamin |            |
| Halve Maen | 1982                                          | Schommelschip                                           | Intamin |            |
| 't Hijgend Hert | alleen in de winter                           | Langlaufbaan                                            | |            |
| IJspaleis | alleen in de winter                           | Schaatsbaan Springkussen Bandenglijbaan                 | |            |
| Joris en de Draak | 2010                                          | Achtbaan (houten en tweelingachtbaan)                   | Great Coasters International |            |
| Kinderspoor | 1954                                          | Rondrit                                                 | |            |
| Kindervreugd | 2007                                          | Nostalgische speeltuin                                  | |            |
| Kleuterhof | 1995                                          | Speeltuin                                               | |            |
| Max & Moritz | 2020                                          | Gemotoriseerde achtbaan                                 | Mack Rides |            |
| Monorail Volk van Laaf | 1990                                          | Monorail                                                | Vekoma |            |
| Nest! | 2021                                          | Speelbos                                                | |            |
| De Oude Tufferbaan | 1984                                          | Rondrit                                                 | Mack Rides |            |
| Pagode | 1987                                          | Uitkijktoren                                            | Intamin |            |
| Piraña | 1983                                          | Wildwaterbaan                                           | Intamin |            |
| Python | 1981                                          | Achtbaan (stalen)                                       | Vekoma (Baan, 2e en 4e generatie treinen), CSM (herbouw baan 2018), Arrow Dynamics (1e generatie treinen), Kumbak (3e generatie treinen) |            |
| Raveleijn | 2011                                          | Theater                                                 | |            |
| Sirocco | 2022                                          | Theekopjesattractie                                     | Mack Rides |            |
| Sprookjesbos, zie ook de lijst van sprookjes in de Efteling | sinds 1952, maar wordt regelmatig uitgebreid. | Walkthrough                                             | |            |
| Sprookjesbostheater | 1998                                          | Parkshow                                                | |            |
| Sprookjessprokkelaar | 2016                                          | Parkshow Meet & Greet                                   | |            |
| Stoomcarrousel | 1956                                          | Draaimolen                                              | |            |
| Stoomtrein | 1969                                          | Rondrit                                                 | |            |
| Symbolica | 2017                                          | Darkride                                                | ETF Ride System |            |
| Villa Volta | 1996                                          | Madhouse                                                | Vekoma |            |
| De Vliegende Hollander | 2007                                          | Achtbaan (water) Dark water ride Walkthrough            | Kumbak, (Intamin oplossing met lifthill)                                                                                                 |            |
| Vogel Rok | 1998                                          | Achtbaan (stalen en overdekt)                           | Vekoma |            |
| Volk van Laaf | 1990                                          | Walkthrough                                             | |            |
| Danse Macabre | 2024                                          | Dynamic motion stage                                    | Intamin |            |

## Voormalige attracties
Hieronder staat een lijst met alle voormalige attracties. Van enkele attracties zijn nog steeds kenmerken zichtbaar.
| Naam                              | Opening | Sluiting | Attractietype            | Reden verwijdering | Opmerking | Fabrikant  | Afbeelding |
| --------------------------------- | ------- | -------- | ------------------------ | --- | --- | ---------- | ---------- |
| Avonturendoolhof                  | 1995    | 2021     | Doolhof                  | Beplanting van het Doolhof was in slechte staat, samen met Monsieur Cannibale werd deze verwijderd om plaats te maken voor de Wereld van Sindbad. | De attractie werd vervangen door de Waterspeeltuin Archipel. |            |            |
| Bob                               | 1985    | 2019     | Achtbaan (bobslee)       | Onderhoudskosten zijn te hoog geworden en vervanging is geen optie omdat dit type baan niet meer wordt geleverd.                                  | De gebouwen zijn behouden, de baan is vervangen door Max & Moritz | Intamin    |            |
| Fietsmolen                        | 1980    | 1989     | Draaimolen               | Plaats maken voor Volk van Laaf | Attractie was onderdeel van de Speeltuin. |            |            |
| Game Gallery West                 | 1990    | 1994     | Kermisspellen            | Niet winstgevend | Attractie was onderdeel van het Anton Pieckplein. Kramen werden pas in 2003 verwijderd. Niet te verwarren met de huidige Game Gallery.                                                                  |            |            |
| Jeepmolen 1                       | 1951    | 1989     | Draaimolen               | Plaats maken voor Volk van Laaf | Attractie was onderdeel van de Speeltuin. Gebouw werd omgebouwd tot souvenirwinkel Loetiek, en later tot kledingwinkel Spiegeltje, Spiegeltje.... Attractie werd 50 m verplaatst naar Anton Pieckplein. |            |            |
| Jeepmolen 2                       | 1990    | 2003     | Draaimolen               | Verbouwing van Anton Pieckplein | Attractie was onderdeel van het Anton Pieckplein. Attractie stond eerst in de speeltuin maar werd door de Volk van Laaf 50 m verplaatst.                                                                |            |            |
| Kanovijver                        | 1953    | 2007     | Kanovijver               | Plaats maken voor de Vliegende Hollander | Huisje en kade werden pas in 2007 verwijderd. |            |            |
| Kinderbad                         | 1952    | 2002     | Zwembad                  | Verwijderd na herziening Anton Pieckplein | De olifant die in het zwembad stond staat nu in Villa Pardoes |            |            |
| Kleuterhof                        | 1960    | 1990     | Kinderspeeltuin          | Plaats maken voor Volk van Laaf | Niet te verwarren met de huidige Kleuterhof die in 1994 kwam ter vervanging op een andere locatie. |            |            |
| Monsieur Cannibale                | 1988    | 2021     | Theekopjesattractie      | Al jaren was er controversie over deze attractie; De Efteling heeft behoefte aan meer themagebieden in het park.                                  | De attractie wordt vervangen door een andere Theekopjesattractie: Sirocco. | Mack Rides |            |
| PandaDroom                        | 2002    | 2019     | 3D-bioscoop              | De film werd na 17 jaar vervangen door de huidige film, Fabula.                                                                                   | |            |            |
| Pegasus                           | 1991    | 2009     | Achtbaan (houten)        | Slechte staat van de achtbaan en hoge kosten voor onderhoud.                                                                                      | | Intamin    |            |
| Polka Marina                      | 1984    | 2020     | Koggenmolen              | Hoge onderhoudskosten en een slechte doorstroom naar Station de Oost.                                                                             | Vervangen door bestrating en een plek voor uitbreiding van het terras van Station de Oost. De grote walvis staat nu in Villa Pardoes.                                                                   | Vekoma     |            |
| Ponymanege                        | 1955    | 1986     | Ponyrit                  | Op last en druk van de dierenbescherming | Attractie was onderdeel van de Speeltuin. Kinderen reden op een pony op een afgesloten parcours |            |            |
| Ponymolen                         | 1964    | 198?     | Paardenmolen             | Op last en druk van de dierenbescherming | Attractie was onderdeel van de Speeltuin. Pas in 1989 werd het gebouw gesloopt, maar was al eerder buiten gebruik geraakt.                                                                              |            |            |
| Radiografisch Bestuurbare Bootjes | 1980    | 2005     | Radiografische besturing | Plaats maken voor het nieuwe station, Station de Oost                                                                                             | |            |            |
| Roeivijver                        | 1983    | 2011     | Roeivijver               | Plaats maken voor de nieuwe watershow Aquanura | |            |            |
| Rolschaatsbaan                    | 1957    | 1966     | Rolschaatsbaan           | Onbekend | Werd ook wel Schuilloods genoemd |            |            |
| Speeltuin                         | 1951    | 1989     | Speeltuin                | Plaats maken voor Lavenlaar | Een aantal toestellen en attracties zijn verplaatst naar Anton Pieckplein en sinds 2007 in de speeltuin Kindervreugd.                                                                                   |            |            |
| Spookslot                         | 1978    | 2022     | Spookhuis Walkthrough    | | Is vervangen door Danse Macabre in 2024. |            |            |
| Tennispark                        | ~1951   | 1984     | Tennisveld               | | |            |            |
| Veulenweide                       | 1964    | 1985     | Kinderboerderij          | Plaats maken voor uitbreidingen in dat gebied | |            |            |
| Wankelbrug                        | 1976    | 1990     | Loopbrug                 | Plaats maken voor de nieuwe attractie Pegasus | Een deel van de brug werd tot 2005 gebruikt als uitgang voor de attractie Pegasus. De brug diende als scheiding voor de Kano- en Roeivijver tot 1990.                                                   |            |            |
| Waterorgel                        | 1966    | 2010     | Waterorgel               | Gesloten ten gunste van Efteling media. | Zaal wordt nu gebruikt als opnamestudio. |            |            |
| Zwembad                           | 1953    | 1989     | Zwembad                  | Te hoge personeelskosten en daling populariteit.                                                                                                  | Het drooggelegde bad diende nog tot 1996 als theater voor diverse shows. Pas in 1996 verdwenen de kleedhokjes en het zwembad voorgoed. Alleen de EHBO-post staat er nog.                                |            |            |